# Smokin' Aces
Smokin' Aces is een Amerikaanse actiefilm/thriller die geregisseerd werd door Joe Carnahan en in Nederland werd uitgebracht in 2007. Het werd gevolgd door een prequel in 2010, Smokin 'Aces 2: Assassins' Ball, geregisseerd door P.J. Pesce en geproduceerd en mede geschreven door Carnahan.

## Verhaal
De film opent in een surveillance-busje waar twee FBI-agenten een gesprek tussen twee misdadigers afluisteren. In het gesprek is te horen dat voormalig entertainer en illusionist Buddy 'Aces' Israel (Jeremy Piven) de organisatie van de betrokken bende aan het verraden is: Buddy wil getuigen tegen maffiabaas Primo Sparazza (Joseph Ruskin). Wanneer de twee FBI-agenten Richard Messner (Ryan Reynolds) en Donald Carruthers (Ray Liotta) horen dat Primo het hart van Buddy Israel wil en daar een flinke prijs op staat, namelijk 1.000.000 dollar, beginnen de alarmbellen te rinkelen en moeten zij ingrijpen...
Richard en Donald krijgen nadere toelichting van hun superieur en onder-directeur Stanley Locke (Andy García). Hij weet de twee professionals te vertellen dat er vermoedelijk een compleet eskader aan huurmoordenaars en premiejagers op Buddy Israel afkomt. Dit moet ten koste van alles voorkomen worden omdat met Buddy's verklaring vrijwel alle restanten van La Cosa Nostra uit de weg geruimd kunnen worden.
Het nog fabelachtige levensverhaal van Buddy Israel wordt verteld door Jack Dupree (Ben Affleck), een van de drie borgtochthandelaren die ook wel brood zien in het vermoorden van Buddy Israel. Maar wanneer meer mensen lucht krijgen van dit gebeuren breekt de pleuris uit wat betreft huurmoordenaars die een graantje mee willen pikken.

### Een overvloed aan huurmoordenaars
Jack Dupree en zijn mede borgtochthandelaren "Pistol" Pete Deeks (Peter Berg) en Hollis Elmore (Martin Henderson) twijfelen over het meedoen met de jacht op Buddy Israel. Zij krijgen gezelschap van veel meer vastberaden concurrenten. Zo zijn er Georgia Skye (niemand minder dan Alicia Keys) en Sharice Watters (Taraji P. Henson), twee zeer toegewijde en ervaren huurmoordenaressen. Georgia Skye is een intelligente jongedame en Sharice is haar (op zijn zachtst gezegd) spraakzame lesbische collega. Zij krijgen de details van Lorreta Wyman (Davenia McFadden). Die vertelt het tweetal op hun hoede te zijn voor de uiterst onopvallende en gewiekste Lazlo Soot (Tommy Flanagan). In de tussentijd vertelt Jack Dupree het een en ander over drie volkomen geschifte gebroeders: "The Tremor Brothers". Deze neo-nationalistische rauwdouwers hebben een reputatie die dicht in de buurt komt van 'onoverwinnelijk' en zijn daarom zeer gevreesd. Stanley Locke weet als klap op de vuurpijl ook nog mee te delen dat er een minstens even gevaarlijke concurrent om de hoek komt kijken: Pasquale Acosta (Nestor Carbonell), die berucht staat om zijn martel-methoden en vergaande middelen om onder identificatie uit te komen.
Als later alle betrokken huurmoordenaars te weten komen dat Buddy Israel zich schuil houdt in het penthouse van het prestigieuze Nomad Hotel, en Messner en Carruthers te laat ingrijpen om te voorkomen dat Israel vermoord wordt, ontketent zich een ware hel in het hotel. Wat volgt is een met actie overstroomde samenkomst van alle partijen (hetgeen behoorlijk lijkt op de regiestijl van Guy Ritchie), waarin niemand ontzien wordt en geen enkel middel wordt geschuwd om het fel begeerde hart van Buddy 'Aces' Israel te bemachtigen.

## Rolverdeling
- Ryan Reynolds - FBI-agent Richard Messner
- Ray Liotta - FBI-agent Donald Carruthers
- Andy García - Onder-directeur Stanley Locke
- Jeremy Piven - Buddy 'Aces' Israel
- Joseph Ruskin - Primo Sparazza
- Ben Affleck - Jack Dupree
- Alicia Keys - Georgia Skye
- Taraji P. Henson - Sharice Watters
- Jason Bateman - Rupert 'Rip' Reed
- Peter Berg - "Pistol" Pete Deeks
- Martin Henderson - Hollis Elmore
- Tommy Flanagan - Lazlo Soot
- Davenia McFadden - Lorreta Wyman
- Nestor Carbonell - Pasquale Acosta
- Common - Sir Ivy